# Pierce megye (Washington)
Pierce megye az Amerikai Egyesült Államokban, azon belül Washington államban található. Megyeszékhelye és legnagyobb városa Tacoma. Lakosainak száma 921 130 fő (2020. április 1.).

## Szomszédos megyék
- King megye (észak)
- Yakima megye (kelet)
- Lewis megye (dél)
- Thurston megye (nyugat)
- Mason megye (északkelet)
- Kitsap megye (északkelet)
- Kittitas megye (északkelet)

## Népesség
A megye népességének változása:
| Lakosok száma | 795 496 | 803 393 | 812 055 | 819 743 | 843 954 | 921 130 |
|               | 2010    | 2011    | 2012    | 2013    | 2015    | 2020    |